# جائزة مؤسسة تومالا
| اسم الجائزة               | جائزة مؤسسة تومالا           |
| ------------------------- | ---------------------------- |
| الجهة المانحة             | مؤسسة نومالا لأبحاث الجاذبية |
| مجال الجائزة              | كل ما يتعلق بأبحاث الجاذبية  |
| البلد                     | سويسرا                       |
| دورية الجائزة             | كل ثلاث سنوات                |
| قيمة الجائزة              | 100000 فرنك سويسري           |
| أبرز الحاصلين علي الجائزة | جوزيف تيلور، واندريه سخاروف  |

## التعريف بالجائزة.
هي الجائزة التي تمنحها مؤسسة تومالا Tomalla Foundation لأبحاث الجاذبية ومقرها سويسرا، وذلك بناء علي وصية المهندس الدكتور والتر تومالاWalter Tomalla الذي انتقل من برلين إلي سويسرا بعد الحرب العالمية الثانية.تمنح المؤسسة الجائزة كل ثلاثة أعوام لأحد العلماء البارزين في مجاله شريطة أن يكون هذا المجال متعلقًا بشكل قريب أو بعيد بالجاذبية، والمؤسسة تقبل جميع الأعمال المتعلقة بأبحاث الجاذبية سواء أكان العمل المقدم لنيل الجائزة نظريًا أم عمليًا. ويدخل في ذلك الأعمال المتعلقة بعلم الكونيات، والفيزياء الفلكية، والنسبية، والرياضيات..وغيرها، وتبلغ قيمة الجائزة مئة الف (100000) فرنك سويسري، أي ما يعادل 108700 دولار، ويشار إلي هذه الجائزة أنها من الجوائز القيمة والمرموقة- بغض النظر عن قيمتها المالية الثمينة- والدليل علي ذلك أن أثنان من بين الفائزين بهذه الجائزة حصلوا علي جائزة نوبل. وهما: جوزيف تيلور في الفيزياء، واندريه سخاروف في السلام.

## الفائزون بالجائزة
- كيب ثورن Kip Thorne (2016)
- سكوت تريمن Scott Tremaine (2013).
- اليكسي ستاروبنسكاي Alexi Starobinesky(2009).
- ديمتريوس كريستودولو Demetrios Christodoulou(2008).
- جيم بيبلز Jim Peebles (2003).
- غوستاف تامان Gustav Tamman(2000).
- فيرنر إسرائيل Werner Israel(1996).

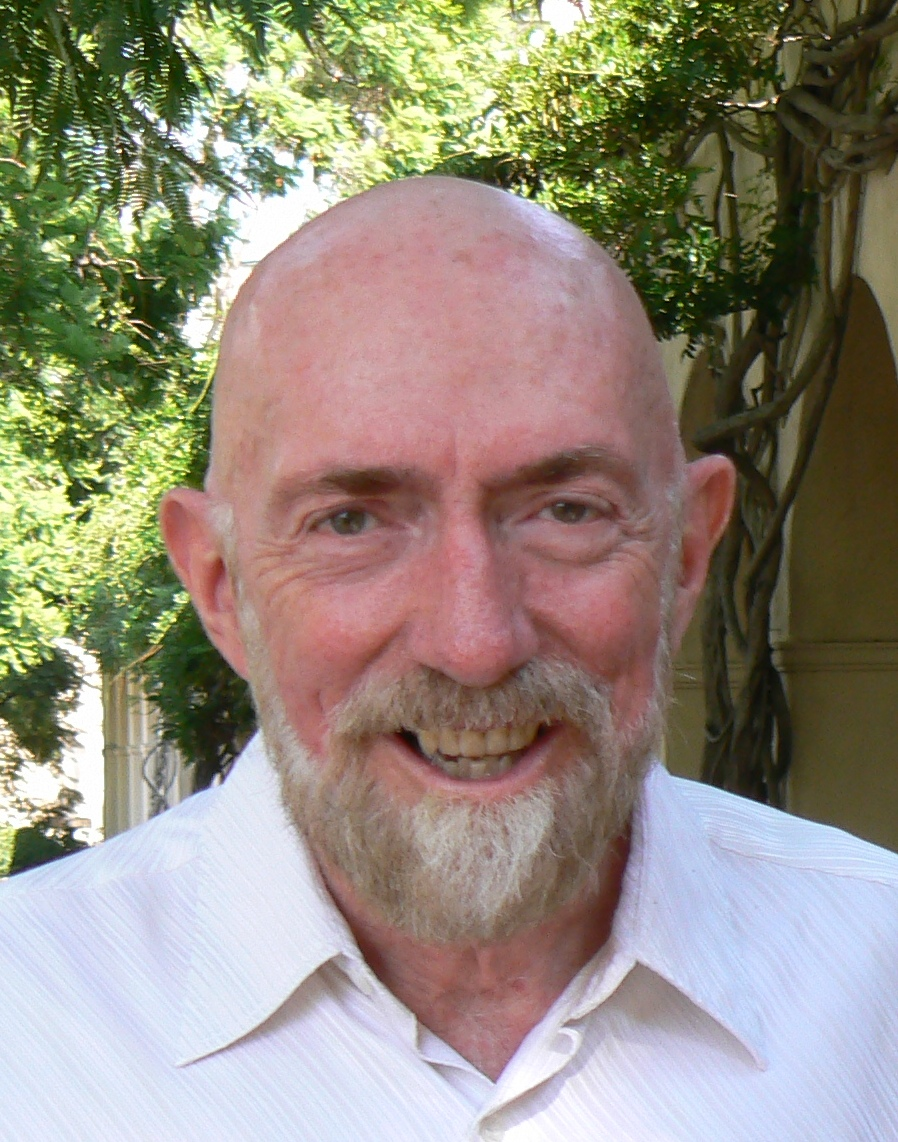
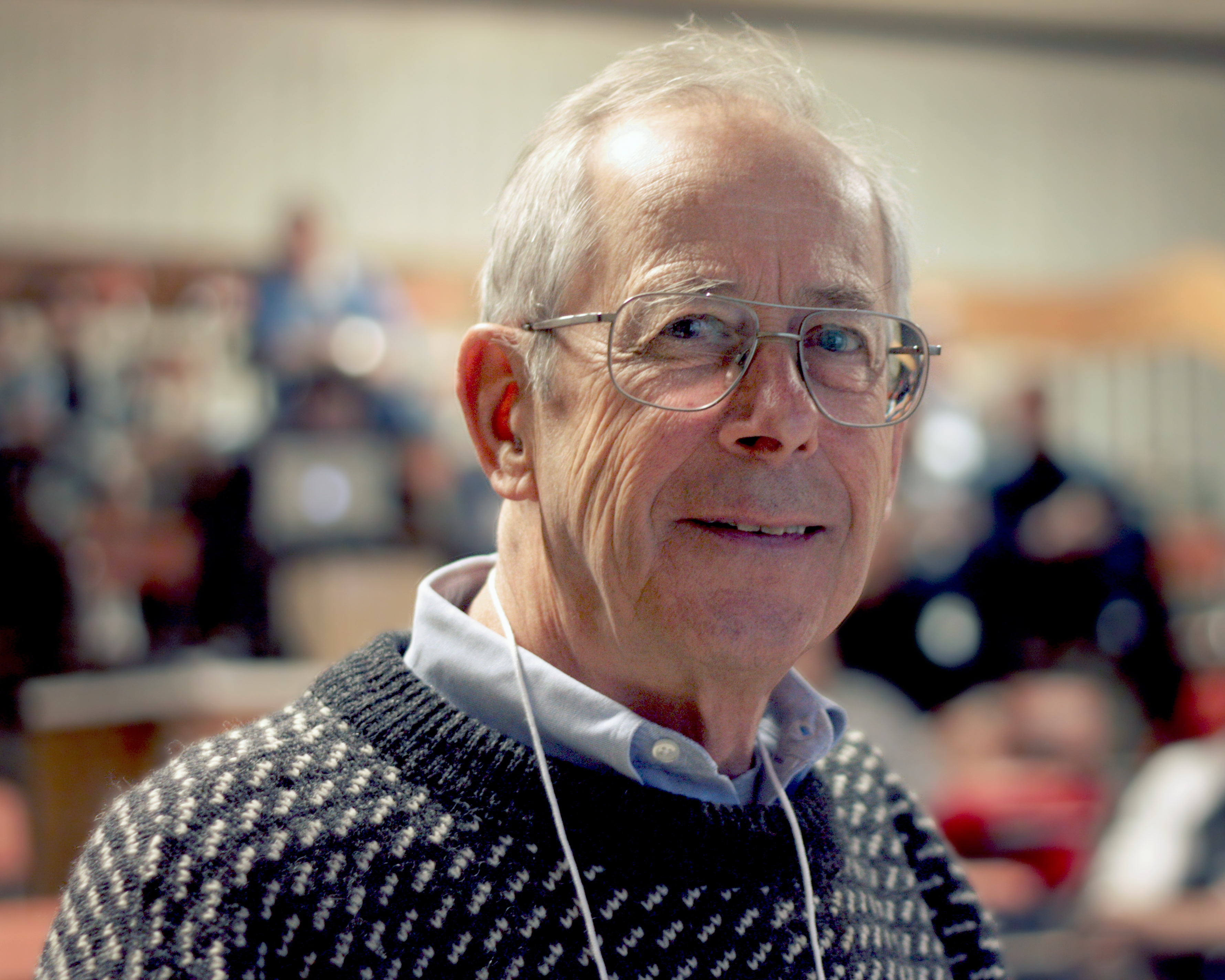
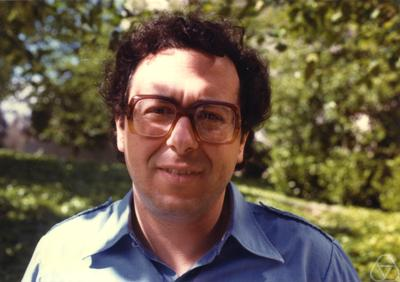

- الآن سانديج (1993).
- جوزيف تيلور (1987).
- أندريه سخاروف (1984).